# De Volkskrant

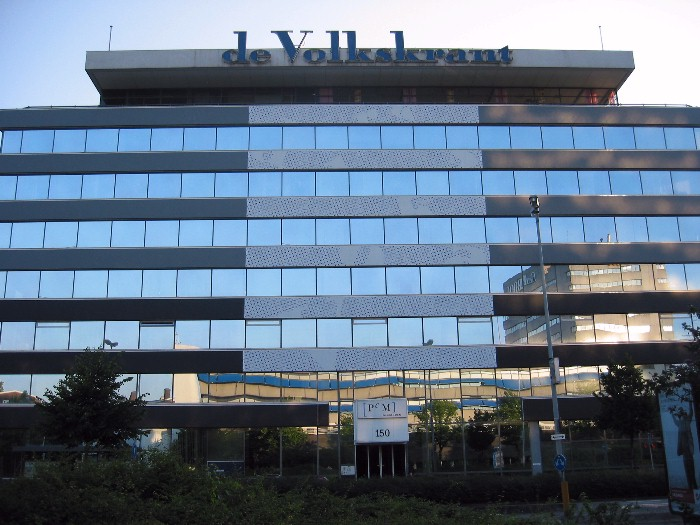
De Volkskrants huvudkontor i Amsterdam.

de Volkskrant är en rikstäckande nederländsk dagstidning. Tidningen grundades 1919 i Den Bosch, och 1921 började den komma ut varje dag. Från början var den starkt knuten till den katolska arbetarrörelsen. Den tyska ockupationsmakten tvingade 1941 chefredaktören att avgå. Tidningen upphörde då eftersom man inte ville acceptera en chefredaktör som tillhörde den nederländska nationalsocialistiska rörelsen NSB. Den återuppstod den 8 maj 1945 och detta år flyttade man huvudkontoret till Amsterdam. Sedan 1960-talet vänder den sig till välutbildade läsare till vänster om den politiska mitten.
Sedan 2006 ger man ut en gratisversion av tidningen i tabloidformat, kallad Volkskrant Banen. Denna kommer ut en gång i veckan och fokuserar på karriär. Volkskrant Banen har en egen redaktion.